# Panorama City

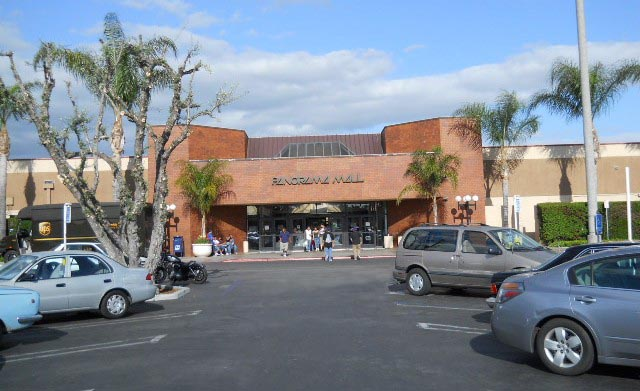
Die Panorama Mall, Panorama City (2010)

Panorama City ist ein Stadtviertel von Los Angeles im San Fernando Valley des US-Bundesstaates Kalifornien. 2010 wurden hier 69.817 Einwohner gezählt. Die ZIP-Codes lauten 91402 und 91412.

## Geschichte
Panorama City wurde 1948 geplant und bot vor allem für Veteranen des Zweiten Weltkriegs und deren Familien neuen Wohnraum. Bebaut ist das Stadtviertel großenteils mit kleinen Einfamilienhäusern und Appartementhäusern mit wenigen Stockwerken.

## Söhne und Töchter
- Kurt Voss (* 1963), Filmregisseur, Drehbuchautor und Musiker
- Eric Nylund (* 1964), SF-Autor
- Kirk Cameron (* 1970), Schauspieler
- Alex Padilla (* 1973), Politiker
- Candace Cameron Bure (* 1976), Schauspielerin
- J. D. Pardo (* 1980), Schauspieler
- Hopsin (* 1985), Rapper
- David Smith (* 1985), Volleyballspieler
- Giancarlo Stanton (* 1989), Baseballspieler
- Zoe Fleck (* 2000), Volleyballspielerin